# オリンピックメダル

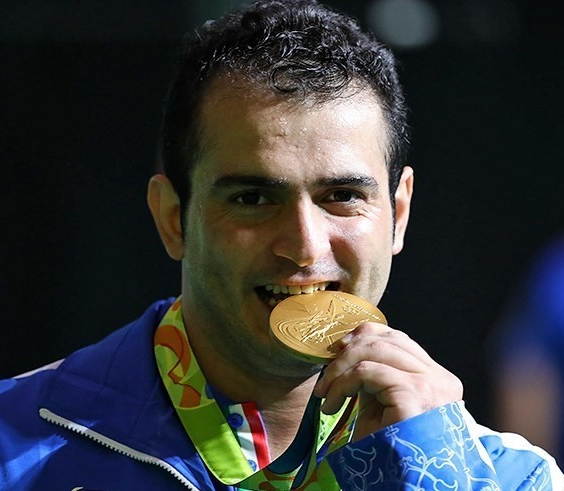
表彰台でメダルを噛むソフラブ・モラディ（夏季リオ2016年大会）

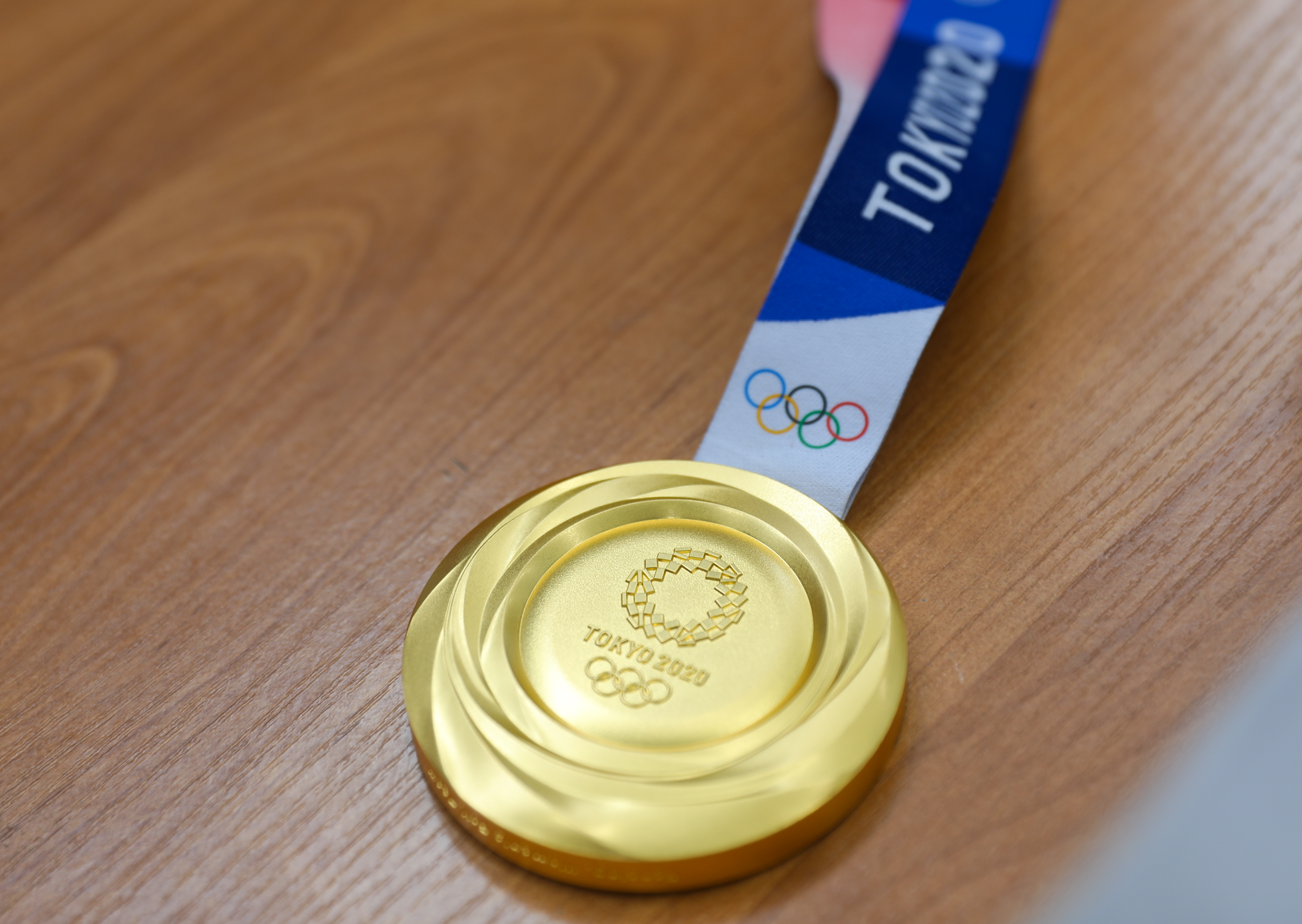
2020東京オリンピック金メダル

オリンピックメダル（Olympic medal）は、近代オリンピックにおいて各競技の3位までに贈呈される、首からかけるためのリボン（紐）が付いたメダル（金メダル・銀メダル・銅メダル）。ただし、近代オリンピック最初の1896年アテネオリンピックの優勝メダルは銀製であり、金、銀、銅のメダルを順位ごとに授与するようになったのは1900年パリオリンピックからである。
国際オリンピック委員会（IOC）によって、大きさ、厚さ、重さなどの範囲が規定されている。

## メダル授与式
「メダルセレモニー」や「ビクトリーセレモニー」などと呼ばれる。
冬季五輪では、オリンピックメダルプラザにて、原則（夜遅い場合・遠隔地・大会最終盤などを除く）メダル授与するように定めている。それより前に、各競技会場にて「ベニューセレモニー」や「フラワーセレモニー」などと呼ばれる、1 - 3位選手へオリンピックマスコット人形などのみを受け渡す式典をすることもある。IOC関係者によると、この分離方式は、1988年のカルガリー五輪からの正式導入だという。夏季五輪に比べて、実施競技数が少なめで集約しやすい長所、逆に屋外競技では悪天候の場合もあり得る短所が、理由とされる。

## 予備メダル
大会後のメダル剥奪による繰上げに関しては、IOCから当該選手に予備メダルが送られた例もある。
故意でないメダル破損（錆・黒ずみ等は別）に関して、IOCが新品交換した例もある。

## デザインとモチーフ
デザインについては、組織委員会自身が行う（夏季リオ2016年大会）、プロのデザイナーを対象としたコンペティション実施（夏季ロンドン2012年大会）などがある。
夏季オリンピックでは表面にはニーケー（ギリシア神話に登場する「勝利の女神」）を描いたデザインが多く、アムステルダムで行われた1928年大会以降は表面にニーケーを描くデザインが伝統になっている。ニケのデザインは2004年アテネオリンピックでオリンピック生誕の地に戻ったことを記念してデザイン変更された。
冬季オリンピックではデザイン・物質の制約はなくドーナツ状のトリノオリンピック、漆を使った長野オリンピックなど個性的なデザインとなっている。

## 各大会のデザイン
- 1896年アテネオリンピック - 優勝メダルは銀製で主神ゼウスが勝利の女神ニーケーを持っているデザイン[2]。
- 1900年パリオリンピック - 優勝メダルが金製になり、2位に銀製、3位に銅製のメダルを授与するようになる[2]。形状は長方形で表面中央に勝利の女神ニーケーを配したデザイン[2]。
- 1904年セントルイスオリンピック - 表面に月桂冠を手に持つアスリートのデザインを採用[2]。
- 1908年ロンドンオリンピック - 表面に2人の女性が男性に月桂冠を授与しているデザインを採用[2]。
- 1920年アントワープオリンピック - 裏面にローマの戦士シルヴィウス・ブラボーを描いたデザインを採用[2]。
- 1924年パリオリンピック - 表面にライバルに手を差し伸べるスポーツマンシップを表すデザインを採用[2]。
- 1928年アムステルダムオリンピック - 表面が勝利の女神ニーケーが月桂冠とシュロの小枝を持っているデザインとなる（1968年メキシコシティーオリンピックまで同じデザインを使用）[2]。
- 1956年メルボルンオリンピック - 馬術競技のみストックホルムでの開催となったため、メルボルン用のデザインとストックホルム用のデザインの2種類が存在[2]。
- 1960年ローマオリンピック - 1928年からのデザインはそのままにメダルは月桂冠をデザインした銅製のリング内に収めた形状になっている[2]。
- 1972年ミュンヘンオリンピック - 裏面のデザインを変更し、ギリシャ神話のカストルとポルックスが並ぶデザインを採用（以後1988年ソウルオリンピックまで裏面のみ変更）[2]。
- 1992年バルセロナオリンピック - 表面のニーケー像がスペインの彫刻家ザビエル・コルベロによる現代風のデザインに変更される[2]。
- 2004年アテネオリンピック - 表面のデザインを変更し、スタジアムに降り立った勝利の女神ニーケーが勝者を祝福するデザインとなる[2]。
- 2012年ロンドンオリンピック - メダルの重量が400gで五輪史上最も重く大きいメダルを採用[2]。
- 東京2020オリンピックおよびパラリンピックのメダルにはリサイクル金属が使用され、リサイクル率100%のメダルはオリンピック・パラリンピック史上初の試みとなった。パラリンピックのメダルのデザインは松本早紀子の作品。扇をモチーフとし、岩、花、木、葉、水が触覚的にも異なる質感で描かれる。